# Simon van Lalaing
Simon van Lalaing (1405 - 1476) was admiraal van Vlaanderen van 1436 tot 1462, waarna hij dit ambt overdroeg aan zijn zoon Joost. Hij werd in 1431 gekozen als ridder in de Orde van het Gulden Vlies. Hij trouwde met Johanna van Gavere, met wie hij Otto, Joost en Willem kreeg.
Tussen 1437 en 1438 gaf hij leiding aan de kaapvaart op Engelse schepen vanuit Sluis die door Filips de Goede toegestaan werd.
Hoewel hij geen admiraal was in 1464, was hij wel betrokken bij het uitrusten van de vloot voor de door paus Pius II uitgeroepen kruistocht tegen de Turken onder leiding van Antoon, bastaard van Bourgondië, en nam daar ook aan deel.

Wapen van Simon

- Biografisch Portaal: 78977664
- Gemeinsame Normdatei: 132253429
- International Standard Name Identifier: 0000 0000 1948 6697
- Virtual International Authority File: 55302465